# Димче Николов
 Тази статия е за художника от Република Македония.  За българския общественик от Македония вижте Диме Николов.  
Димче Николов (на македонска литературна норма: Димче Николов) е виден художник, график от Република Македония.

## Биография
Роден е в 1953 година в Битоля, тогава във Федеративна Югославия. Завършва Академията за художествени изкуства в Любляна при Богдан Борич. Николов е сред доайените на Дружеството на художниците на Македония в Скопие. Николов е един от най-видните графици в Република Македония. Става професор и декан на Факултета за художествени изкуства в Скопския университет.
Автор е на много самостоятелни изложби в Югославия и чужбина и участник в много групови. Носител е на множество награди от страната и чужбина: премия на 15. Международно графично триенале в Любляна (1983), първа награда на 5. триенале на съвременната югославска графика в Битоля (1984), Ex agio на 11. Международно графично биенале в Краков (1986), награда на изложбата Международен олимпийски плакат в Сеул (1986), почетна награда на 1. графично биенале в Бхарат Бхаван (1989), почетна награда на 3. Премия за рисунка във Ферол (1989), награда на 7. Премия за графика „Масимо Рамос“ във Ферол (1990), награда на 1. графично биенале в Сапоро (1991), награда на 3. Международно графично биенале в Дьор (1995), 3. награда на 4. Международно графично биенале в Оренса (1997); почетна награда в Клуж и Гран При на 4. Триенале на графика в Шемалие (1997).
Умира в Скопие в 1998 година. В негова чест Дружеството на художниците на Македония връчва наградата за графика „Димче Николов“.